# 76e Golden Globe Awards
De 76e Golden Globe Awards werden op 6 januari 2019 uitgereikt in het Beverly Hilton Hotel in Beverly Hills (Californië). De prijsuitreiking werd gepresenteerd worden door Sandra Oh en Andy Samberg.
De nominaties werden op 6 december 2018 bekendgemaakt door Christian Slater, Danai Gurira, Terry Crews en Leslie Mann.

## Film – winnaars en nominaties

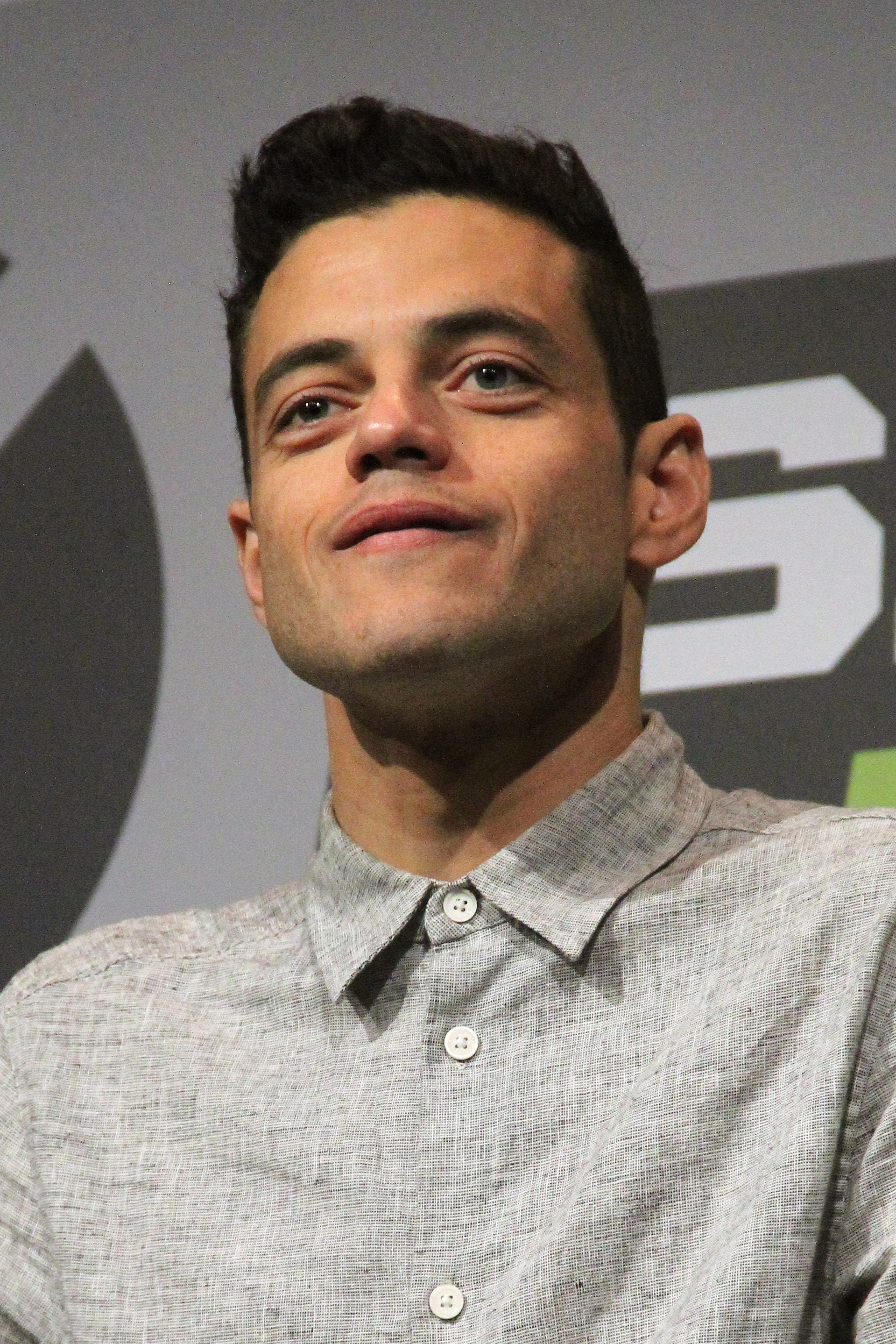
Rami Malek, beste acteur in een dramafilm

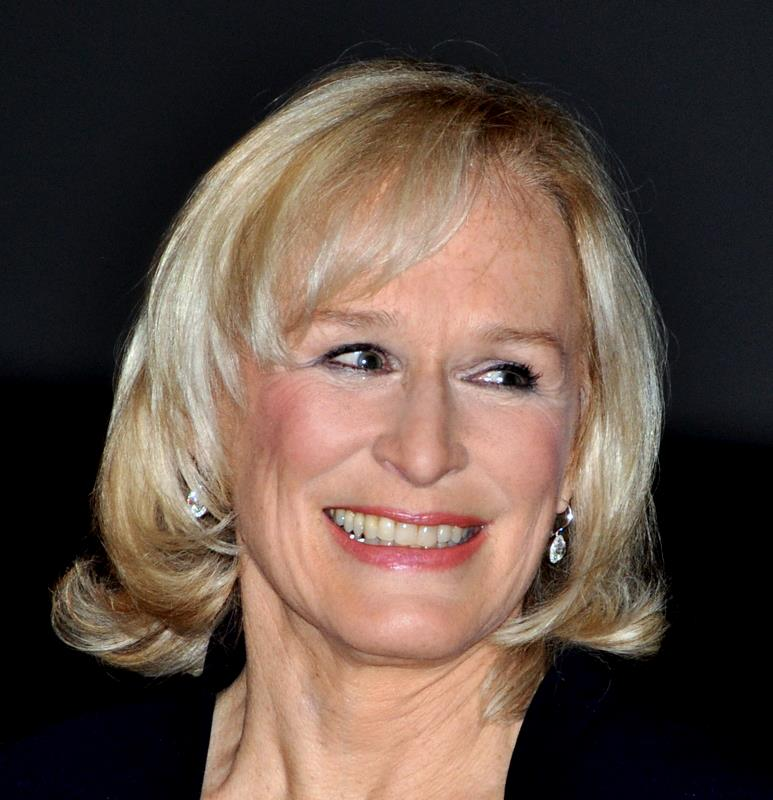
Glenn Close, beste actrice in een dramafilm

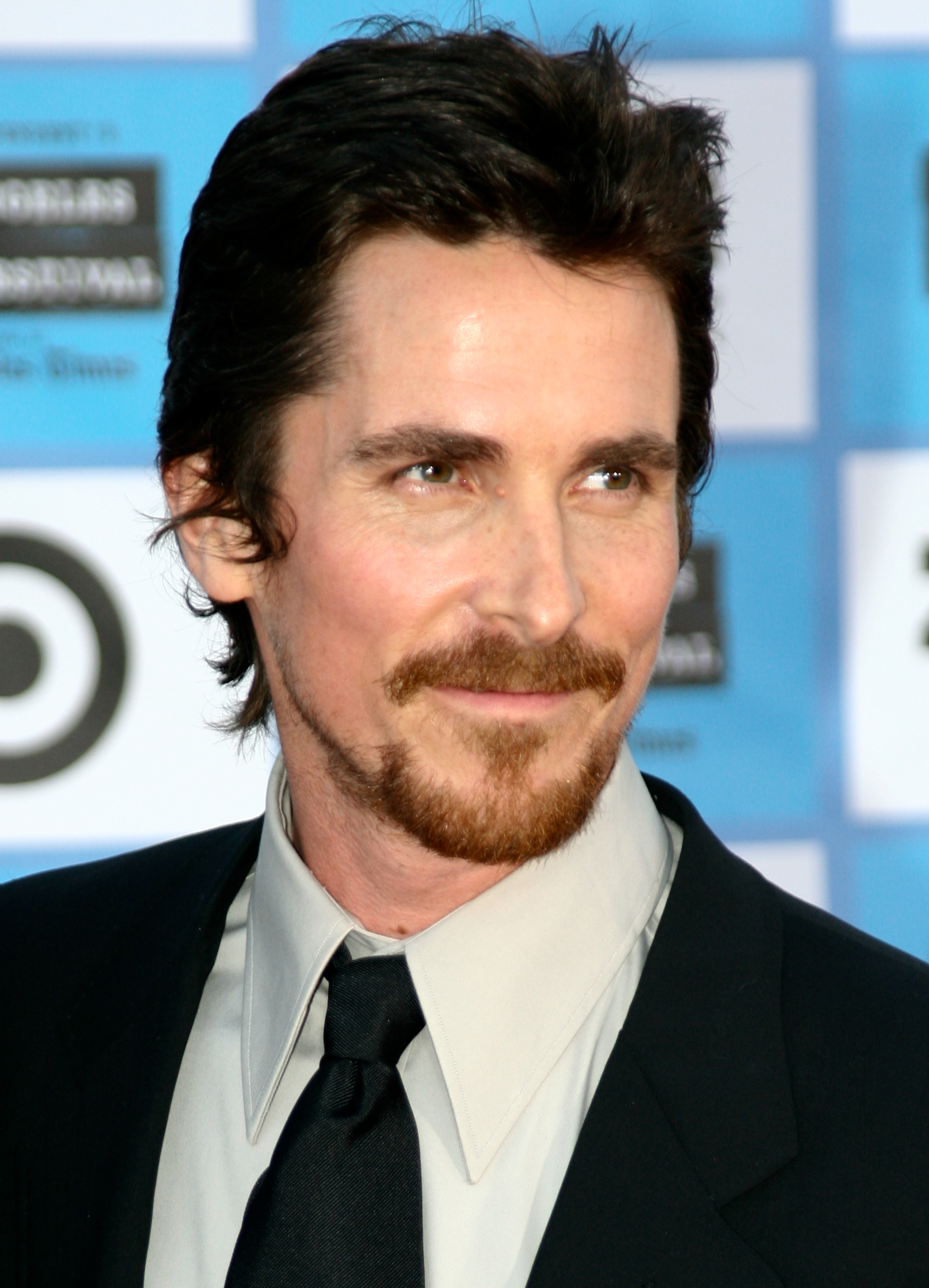
Christian Bale, beste acteur in een komische of muzikale film

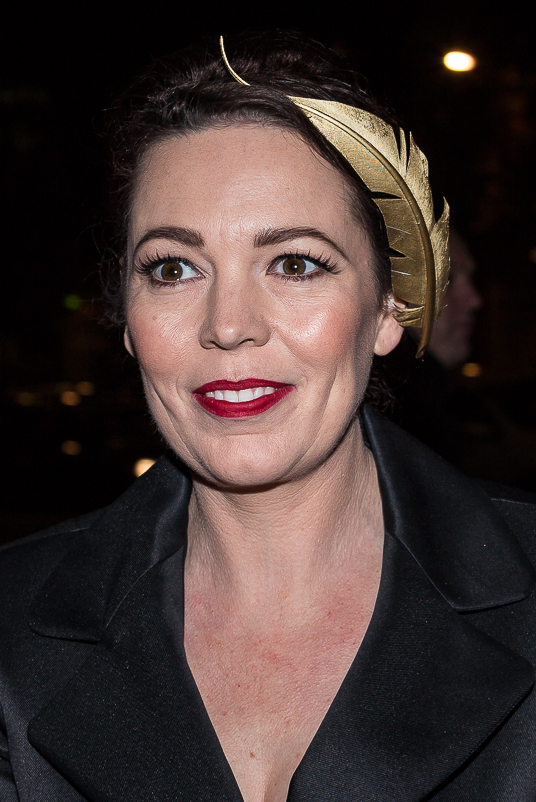
Olivia Colman, beste actrice in een komische of muzikale film

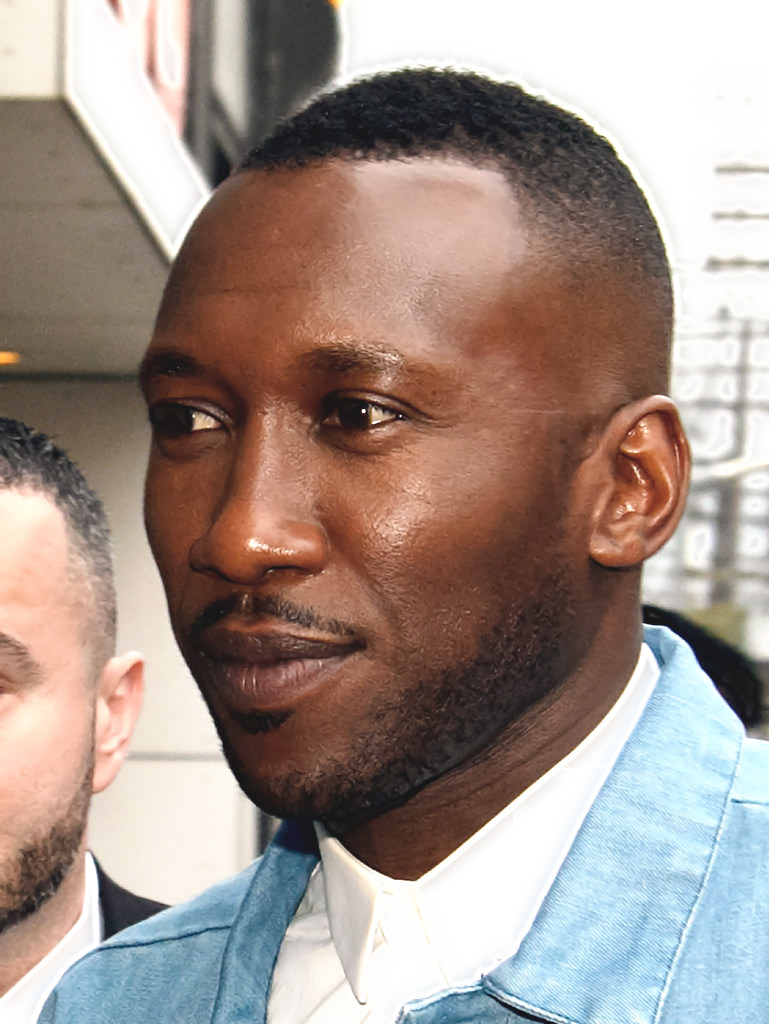
Mahershala Ali, beste mannelijke bijrol

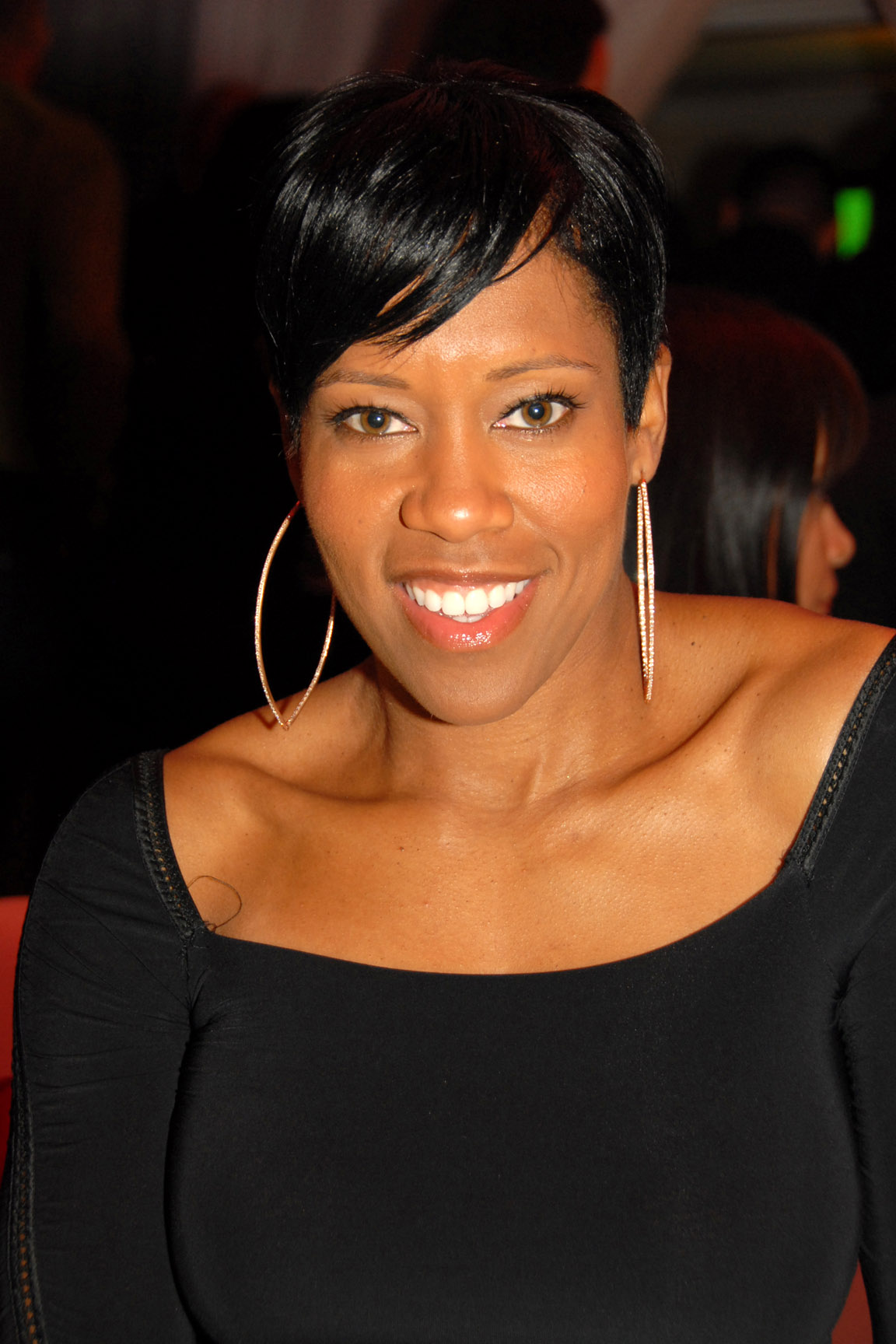
Regina King, beste vrouwelijke bijrol

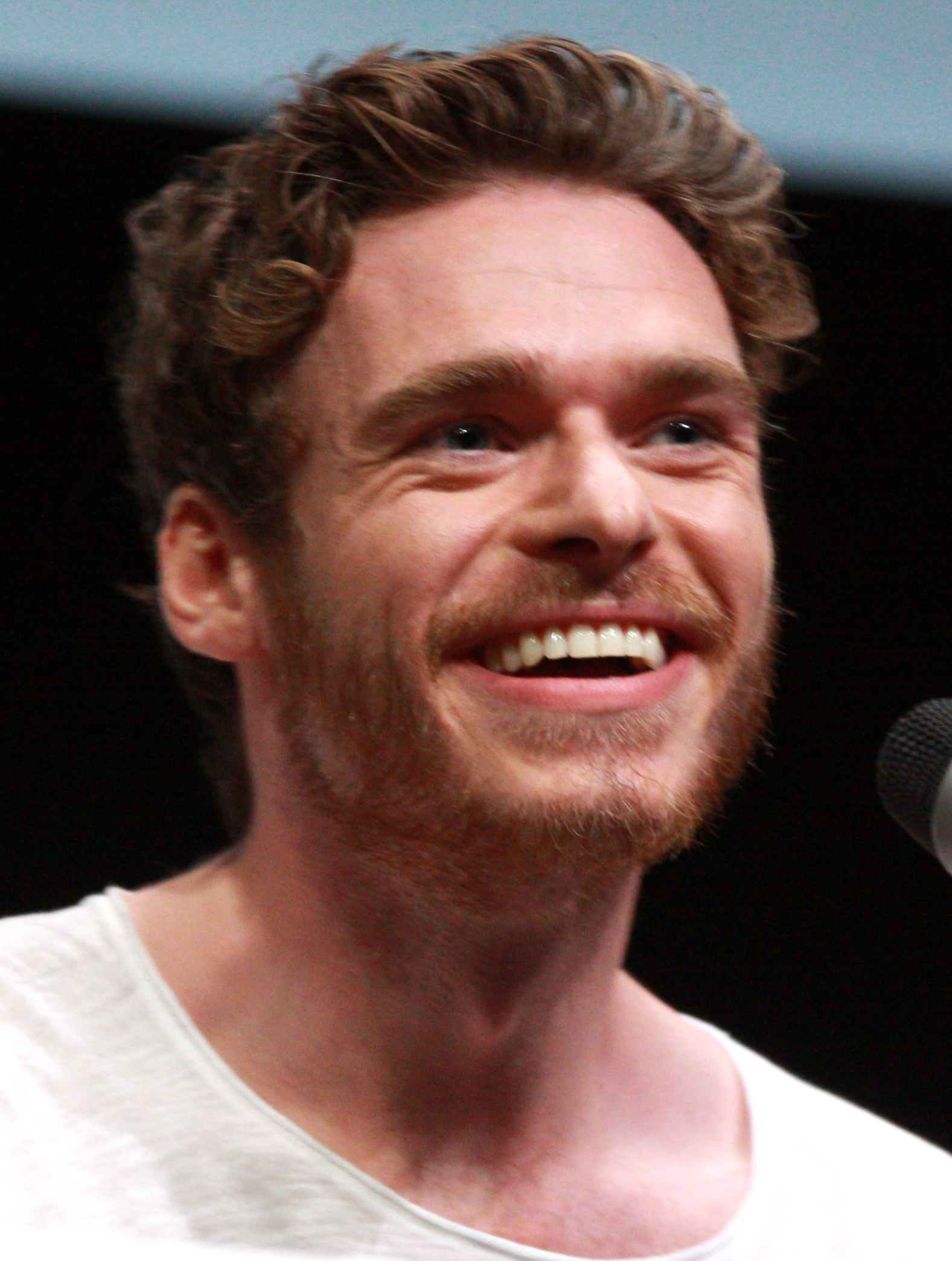
Richard Madden, beste acteur in een dramaserie

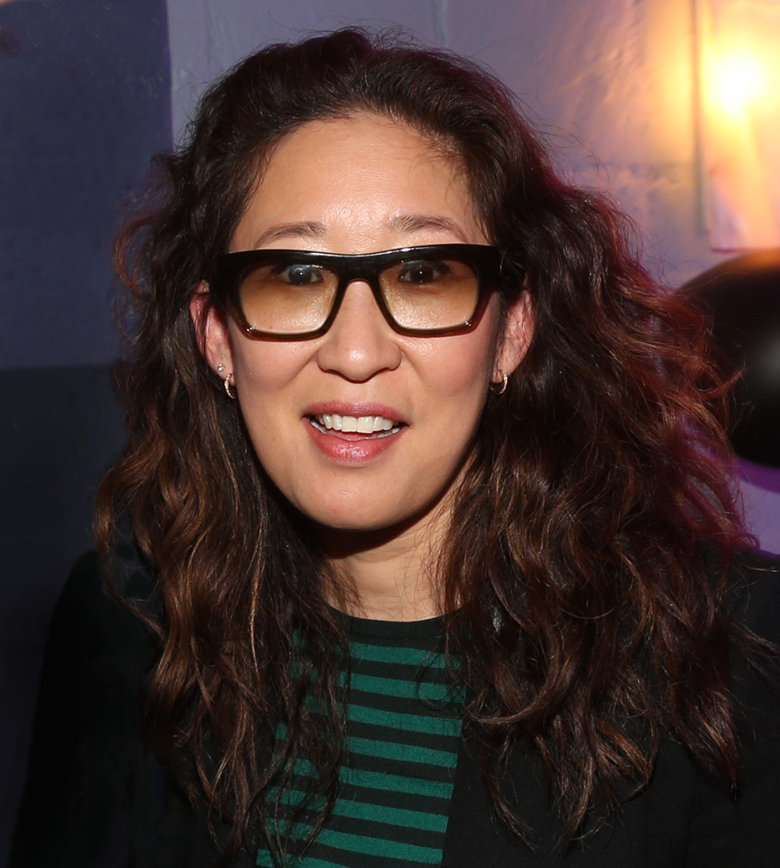
Sandra Oh, beste actrice in een dramaserie

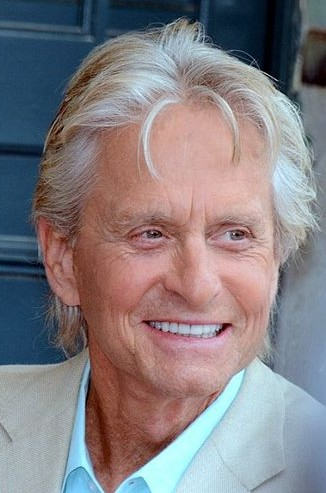
Michael Douglas, beste acteur in een komische of muzikale serie

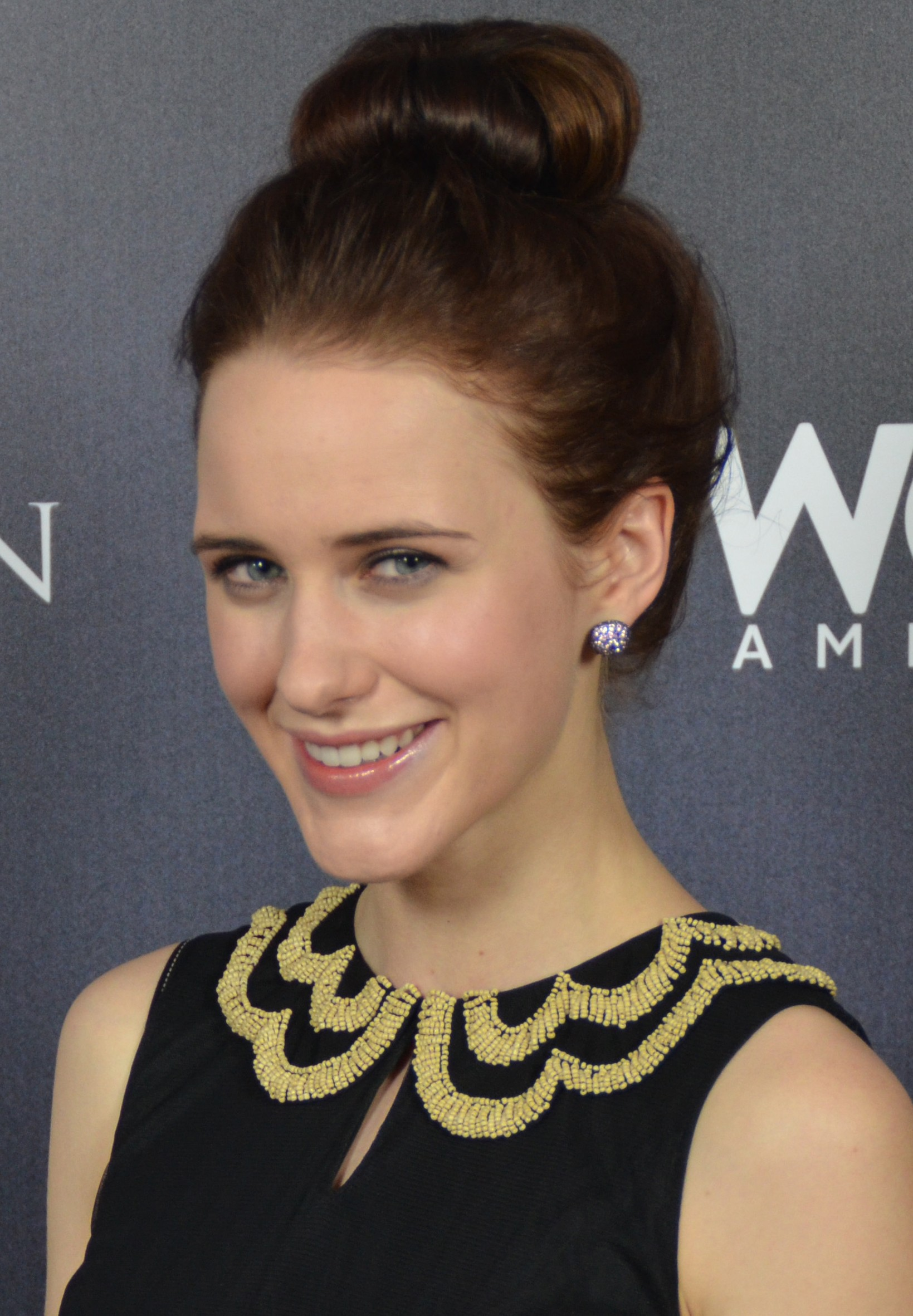
Rachel Brosnahan, beste actrice in een komische of muzikale serie

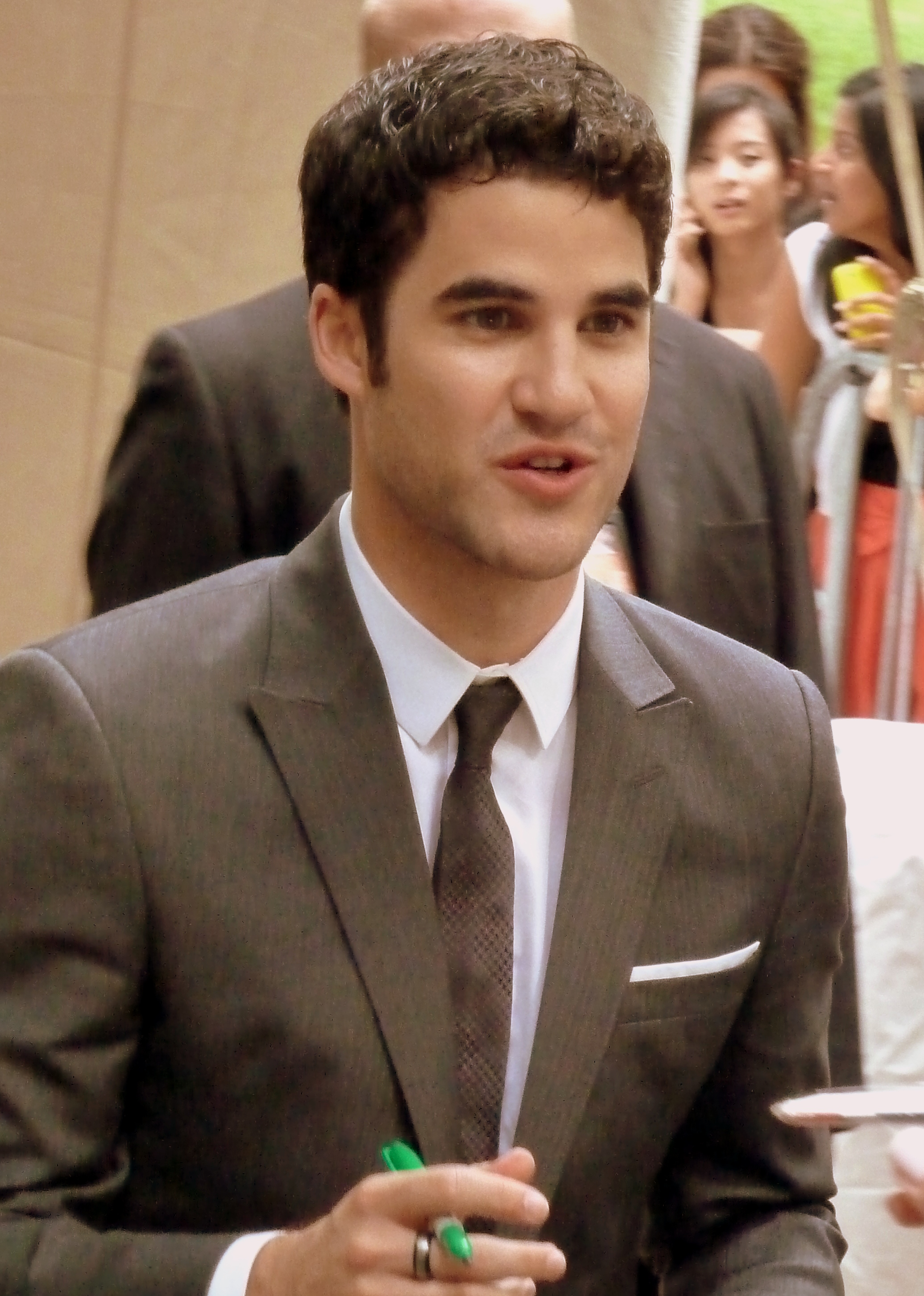
Darren Criss, beste acteur in een miniserie of televisiefilm

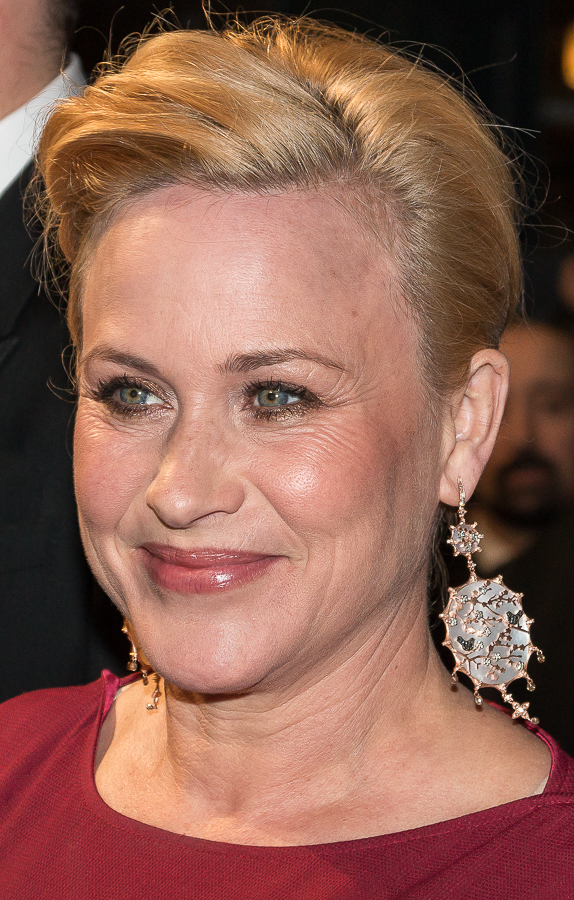
Patricia Arquette, beste actrice in een miniserie of televisiefilm

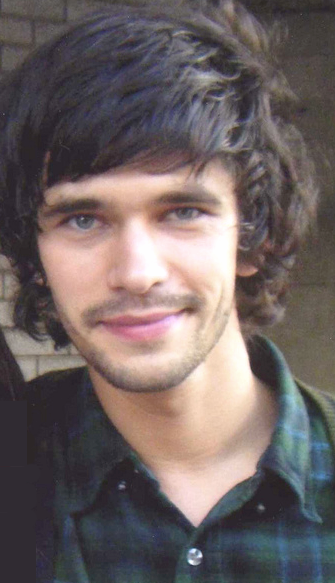
Ben Whishaw, beste mannelijke bijrol in een televisieserie, miniserie of televisiefilm

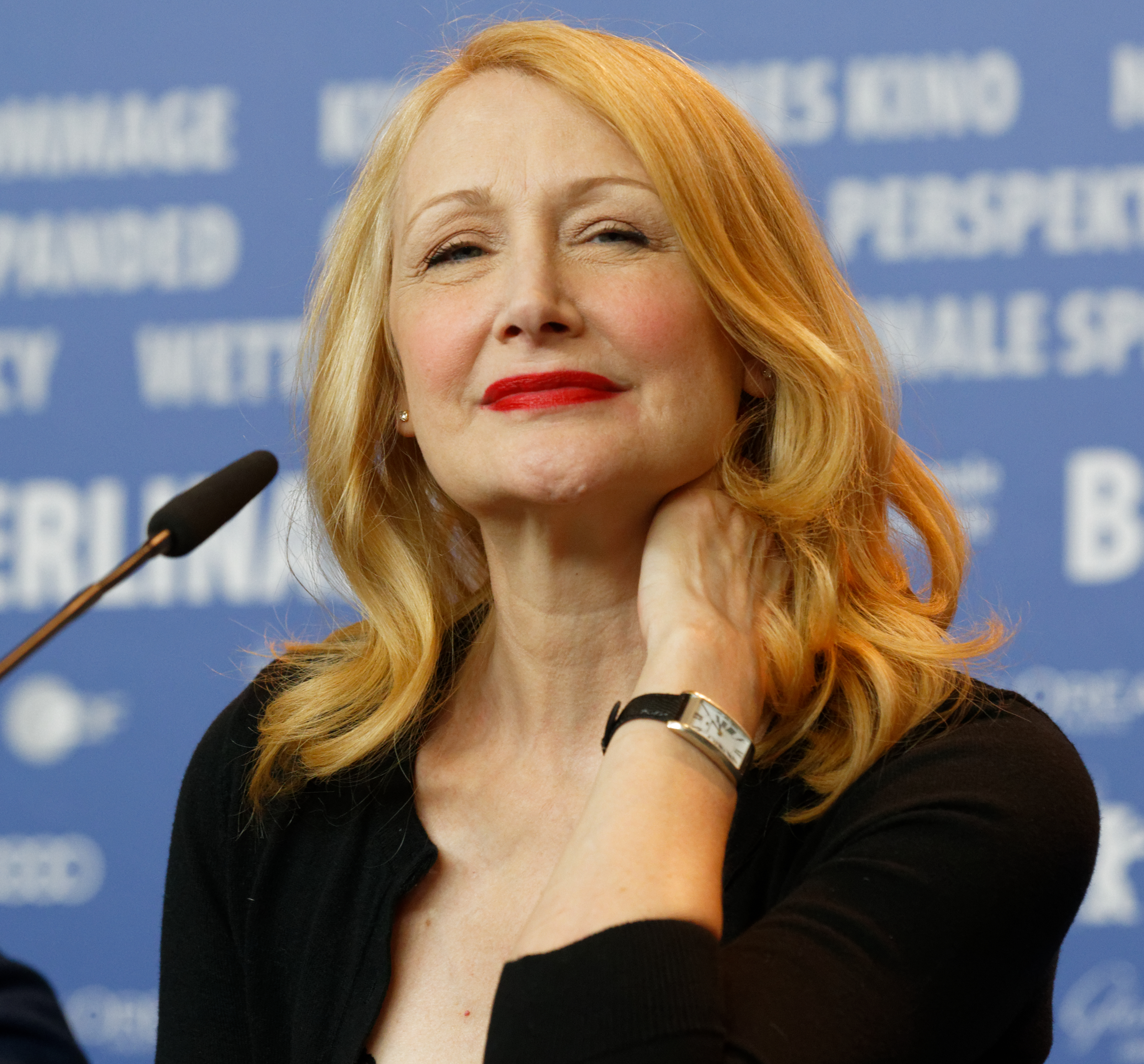
Patricia Clarkson, beste vrouwelijke bijrol in een televisieserie, miniserie of televisiefilm

### Beste dramafilm
- Bohemian Rhapsody
  - BlacKkKlansman
  - Black Panther
  - If Beale Street Could Talk
  - A Star Is Born

### Beste komische of muzikale film
- Green Book
  - Crazy Rich Asians
  - The Favourite
  - Mary Poppins Returns
  - Vice

### Beste regisseur
- Alfonso Cuarón – Roma
  - Bradley Cooper – A Star Is Born
  - Peter Farrelly – Green Book
  - Spike Lee – BlacKkKlansman
  - Adam McKay – Vice

### Beste acteur in een dramafilm
- Rami Malek – Bohemian Rhapsody
  - Bradley Cooper – A Star Is Born
  - Willem Dafoe – At Eternity's Gate
  - Lucas Hedges – Boy Erased
  - John David Washington – BlacKkKlansman

### Beste actrice in een dramafilm
- Glenn Close – The Wife
  - Lady Gaga – A Star Is Born
  - Nicole Kidman – Destroyer
  - Melissa McCarthy – Can You Ever Forgive Me?
  - Rosamund Pike – A Private War

### Beste acteur in een komische of muzikale film
- Christian Bale – Vice
  - Lin-Manuel Miranda – Mary Poppins Returns
  - Viggo Mortensen – Green Book
  - Robert Redford – The Old Man & the Gun
  - John C. Reilly – Stan & Ollie

### Beste actrice in een komische of muzikale film
- Olivia Colman – The Favourite
  - Emily Blunt – Mary Poppins Returns
  - Elsie Fisher – Eighth Grade
  - Charlize Theron – Tully
  - Constance Wu – Crazy Rich Asians

### Beste mannelijke bijrol
- Mahershala Ali – Green Book
  - Timothée Chalamet – Beautiful Boy
  - Adam Driver – BlacKkKlansman
  - Richard E. Grant – Can You Ever Forgive Me?
  - Sam Rockwell – Vice

### Beste vrouwelijke bijrol
- Regina King – If Beale Street Could Talk
  - Amy Adams – Vice
  - Claire Foy – First Man
  - Emma Stone – The Favourite
  - Rachel Weisz – The Favourite

### Beste script
- Green Book – Brian Hayes Currie, Peter Farrelly, Nick Vallelonga
  - Roma – Alfonso Cuarón
  - The Favourite – Deborah Davis, Tony McNamara
  - If Beale Street Could Talk – Barry Jenkins
  - Vice – Adam McKay

### Beste filmmuziek
- First Man – Justin Hurwitz
  - A Quiet Place – Marco Beltrami
  - Isle of Dogs – Alexandre Desplat
  - Black Panther – Ludwig Göransson
  - Mary Poppins Returns – Marc Shaiman

### Beste filmsong
- "Shallow" – A Star Is Born
  - "All the Stars" – Black Panther
  - "Girl in the Movies" – Dumplin'
  - "Requiem for a Private War" – A Private War
  - "Revelation" – Boy Erased

### Beste niet-Engelstalige film
- Roma –  Mexico
  - Cafarnaúm (Capernaum) –  Libanon
  - Girl –  België
  - Werk ohne Autor (Never Look Away) –  Duitsland
  - Manbiki kazoku (Shoplifters) –  Japan

### Beste animatiefilm
- Spider-Man: Into the Spider-Verse
  - Incredibles 2
  - Isle of Dogs
  - Mirai no Mirai (Mirai)
  - Ralph Breaks the Internet

## Films met meerdere nominaties
De volgende films ontvingen meerdere nominaties:
| Nominaties | Film                       | Awards |
| ---------- | -------------------------- | ------ |
| 6          | Vice                       | 1      |
| 5          | The Favourite              | 1      |
| 5          | Green Book                 | 3      |
| 5          | A Star Is Born             | 1      |
| 4          | BlacKkKlansman             |        |
| 4          | Mary Poppins Returns       |        |
| 3          | Black Panther              |        |
| 3          | If Beale Street Could Talk | 1      |
| 3          | Roma                       | 2      |
| 2          | Bohemian Rhapsody          | 2      |
| 2          | Boy Erased                 |        |
| 2          | Can You Ever Forgive Me?   |        |
| 2          | Crazy Rich Asians          |        |
| 2          | First Man                  | 1      |
| 2          | Isle of Dogs               |        |
| 2          | A Private War              |        |

## Cecil B. DeMille Award
- Jeff Bridges

## Televisie – winnaars en nominaties

### Beste dramaserie
- The Americans
  - Bodyguard
  - Homecoming
  - Killing Eve
  - Pose

### Beste komische of muzikale serie
- The Kominsky Method
  - Barry
  - The Good Place
  - Kidding
  - The Marvelous Mrs. Maisel

### Beste miniserie of televisiefilm
- American Crime Story: The Assassination of Gianni Versace
  - The Alienist
  - Escape at Dannemora
  - Sharp Objects
  - A Very English Scandal

### Beste acteur in een dramaserie
- Richard Madden – Bodyguard
  - Jason Bateman – Ozark
  - Stephan James – Homecoming
  - Billy Porter – Pose
  - Matthew Rhys – The Americans

### Beste actrice in een dramaserie
- Sandra Oh – Killing Eve
  - Caitriona Balfe – Outlander
  - Elisabeth Moss – The Handmaid's Tale
  - Julia Roberts – Homecoming
  - Keri Russell – The Americans

### Beste acteur in een komische of muzikale serie
- Michael Douglas – The Kominsky Method
  - Sacha Baron Cohen – Who Is America?
  - Jim Carrey – Kidding
  - Donald Glover – Atlanta
  - Bill Hader – Barry

### Beste actrice in een komische of muzikale serie
- Rachel Brosnahan – The Marvelous Mrs. Maisel
  - Kristen Bell – The Good Place
  - Candice Bergen – Murphy Brown
  - Alison Brie – GLOW
  - Debra Messing – Will & Grace

### Beste acteur in een televisiefilm of miniserie
- Darren Criss – American Crime Story: The Assassination of Gianni Versace
  - Antonio Banderas – Genius: Picasso
  - Daniel Brühl – The Alienist
  - Benedict Cumberbatch – Patrick Melrose
  - Hugh Grant – A Very English Scandal

### Beste actrice in een televisiefilm of miniserie
- Patricia Arquette – Escape at Dannemora
  - Amy Adams – Sharp Objects
  - Connie Britton – Dirty John
  - Laura Dern – The Tale
  - Regina King – Seven Seconds

### Beste mannelijke bijrol in een televisieserie, miniserie of televisiefilm
- Ben Whishaw – A Very English Scandal
  - Alan Arkin – The Kominsky Method
  - Kieran Culkin – Succession
  - Édgar Ramírez – American Crime Story: The Assassination of Gianni Versace
  - Henry Winkler – Barry

### Beste vrouwelijke bijrol in een televisieserie, miniserie of televisiefilm
- Patricia Clarkson – Sharp Objects
  - Alex Borstein – The Marvelous Mrs. Maisel
  - Penélope Cruz – American Crime Story: The Assassination of Gianni Versace
  - Thandie Newton – Westworld
  - Yvonne Strahovski – The Handmaid's Tale

## Series met meerdere nominaties
De volgende series ontvingen meerdere nominaties:
| Nominaties | Serie                                                     | Awards |
| ---------- | --------------------------------------------------------- | ------ |
| 4          | American Crime Story: The Assassination of Gianni Versace | 2      |
| 3          | The Americans                                             | 1      |
| 3          | Barry                                                     |        |
| 3          | Homecoming                                                |        |
| 3          | The Kominsky Method                                       | 2      |
| 3          | The Marvelous Mrs. Maisel                                 | 1      |
| 3          | Sharp Objects                                             | 1      |
| 3          | A Very English Scandal                                    | 1      |
| 2          | The Alienist                                              |        |
| 2          | Bodyguard                                                 | 1      |
| 2          | Escape at Dannemora                                       | 1      |
| 2          | The Good Place                                            |        |
| 2          | The Handmaid's Tale                                       |        |
| 2          | Kidding                                                   |        |
| 2          | Killing Eve                                               | 1      |
| 2          | Pose                                                      |        |

## Carol Burnett Award
- Carol Burnett